# Adrian Holderegger
Adrian Holderegger OFMCap (* 1. Juli 1945 in Appenzell) ist ein Schweizer römisch-katholischer Theologe und Ethiker. Er ist Professor an der Universität Freiburg (Schweiz).

## Leben
Adrian Holderegger studierte römisch-katholische Theologie, Philosophie und Psychologie in Freiburg i. Ue., Basel und Tübingen und promovierte 1977. Er ist Mitglied des Kapuzinerordens. Nach seiner Habilitation im Fach Moraltheologie 1979/80 arbeitete er als Gastprofessor für Theologische Ethik unter besonderer Berücksichtigung der Sozialwissenschaften an der Universität Tübingen. Seit 1981 ist er Professor für theologische Ethik an der Universität Freiburg. Im Laufe seiner akademischen Karriere machte er verschiedene Forschungsaufenthalte im Ausland mit entsprechenden Lehraufträgen, so 1989 am Kennedy-Institut der Georgetown University, 1996 an der University of California in Berkeley, 2000 an der Sorbonne in Paris und 2008 an der McGill University in Montreal.
Holderegger ist Herausgeber der Reihe Studien zur theologischen Ethik. Weiter ist er Mitglied der Ethikkommission für biomedizinische Forschungsprojekte aus dem Kanton Fribourg und Ambassador for Peace bei der UNO (Ecosoc). Er ist Mitglied der Internationalen Gesellschaft für Moraltheologie und Sozialethik und der Societas Ethica, der Europäischen Forschungsgesellschaft für Ethik. Ebenso ist er Stiftungsrat der Europäischen Akademie der Wissenschaften und Künste. Sein Forschungsschwerpunkt liegt in der biomedizinischen Ethik. Er verfasste u. a. verschiedene Publikationen zum Suizid.

## Veröffentlichungen
- (Hrsg., zus. mit Beat Sitter-Liver, Christian W. Hess, Günter Rager) Hirnforschung und Menschenbild. Beiträge zur interdisziplinären Verständigung. Academic Press/Schwabe, Freiburg i. Üe./Basel 2007.
- Le Suicide. Le conflit entre la vie et la mort. Editions du Cerf, Paris 2005.
- (Hrsg.) Kommunikations- und Medienethik. Interdisziplinäre Perspektiven 3., erweiterte Auflage. Academic Press/Herder, Freiburg i. Ue./Freiburg i. Br. 2004 (Studien zur theologischen Ethik. Bd. 84).